# 郑勋
郑勋，晚清红顶商人，钱庄业领袖。浙江镇海人。

## 生平
生于浙江镇海县澥浦的郑氏十七房。郑德标四子。承祖业经营钱庄，在宁波设钱庄“以综其纲，益获利无算”。鸦片战争后，五口通商，宁波口岸被迫向西方开放。郑氏抓住商机，磊资千万。曾捐输巨资助浙江团练，为清军筹饷。赴上海，斥资重修四明公所，於杭州建四明义园。曾捐银一万两，创办宁波文仁局。太平天国运动时为抵御其进军郡城，捐巨资创立宁波保卫局。太平天国动乱后，为掩埋战后遗骨，救济战后孤困，斥资建“宝田庄”，捐义田200余亩以让无业失地者耕种。咸丰九年（1859年），咸丰帝诰授郑勋议叙光禄寺署正府同知衔，加一级运同衔，加五级晋道衔，为正二品资政大夫。郑成为红顶商人，顶戴红珊瑚，坐绿呢轿子。与弟郑熙并称“屹然为甬江砥柱二十年”，为一方商业翘楚。